# Charles Bergh
François Louis Charles Bergh (Neufchâteau, 22 november 1821 - aldaar, 25 mei 1905) was een Belgisch volksvertegenwoordiger en senator.

## Biografie
Charles Bergh was een zoon van notaris en senator Célestin Bergh en Jeanne Collette. Hij trouwde in 1848 in Marche-en-Famenne met Léontine Henroz (1827-1916).
Hij promoveerde tot doctor in de rechten aan de Universiteit van Luik (1845) en volgde zijn vader op als notaris (1847-1881).
Hij werd gemeenteraadslid (1851), schepen (1852-1860) en burgemeester (1861-1903) van Neufchâteau. Hij was tevens provincieraadslid van Luxemburg (1861-1867, 1882-1890).
Van 1867 tot 1878 werd hij liberaal senator voor het arrondissement Neufchâteau-Virton. Van 1880 tot 1884 was hij volksvertegenwoordiger voor hetzelfde arrondissement.